# Десятий крок
«Десятий крок» (рос. «Десятый шаг») — український радянський пригодницький художній фільм 1967 року режисера Віктора Івченка за мотивами творів Роберта Ейдемана. Прем'єра відбулася 14 липня 1967 року в Москві.

## Сюжет
Ранні роки радянської влади. Червоного командира Осипа Дзюбу посилають на новий фронт робіт — головою ревкому в містечко Степнянськ. З ним їде дружина, дворянка, Ганна. Їм необхідно забезпечити збір продовольства. В цей час поблизу міста орудує банда отамана Хмари.
У місто також приїжджає зі своєю дружиною брат Ганни — колишній білогвардієць, радянський службовець, а згодом з'являється і колишній коханий Ганни — Романенко, як він стверджує — однофамілець білогвардійського ката. Після зустрічі з ним Ганна кидає чоловіка.
У цей час глава бандити планують напад на Степнянськ...

## У ролях
- Неллі Мишкова — Ганна Перемитова-Дзюба
- Павло Морозенко — Дзюба
- Микола Козленко — Смирнов
- Юрій Волков — Лінде
- Олексій Сафонов — Глузкін
- Іван Марін — Салтиков
- Федір Панасенко — Доценко
- Борис Мірус — Корчун
- Олег Комаров — Гігантов
- Володимир Дружников — Романенко
- Степан Олексенко — Перемитов, брат Ганни
- Костянтин Степанков — Хмара
- Володимир Волчик — Півторанещастя

## Творча група
- Автор сценарію: Микола Фігуровський,
- Режисер: Віктор Івченко.